# P2-lyssnarnas romanpris

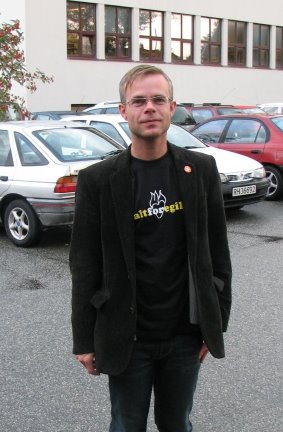
Tore Renberg mottog priset 2005

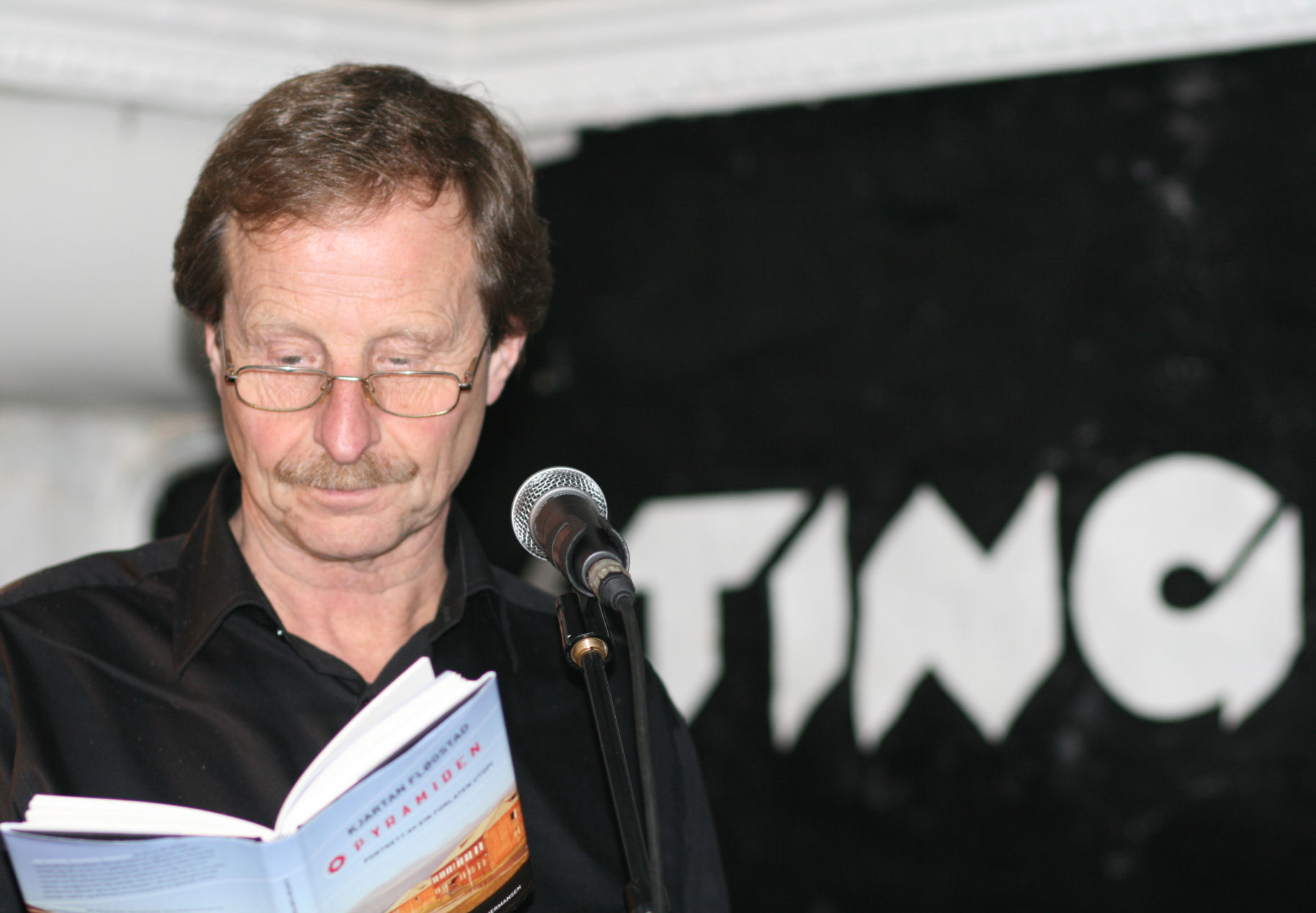
Kjartan Fløgstad mottog priset 2006

P2-lyssnarnas romanpris (norska:P2-lytternes romanpris) är ett norskt skönlitterärt pris som årligen utdelas av radiokanalen NRK P2. Priset utdelas efter konsensus mellan sex lyssnare, som diskuterar sig fram till resultatet i ett radioprogram. Lyssnarjuryn skall välja vinnarboken bland sex norskspråkiga romaner utgivna under det senaste året. De sex böckerna är utvalda av en fackjury med fem medlemmar. Priset utdelades för första gången 1998.

## Pristagare
- 1997 – Jan Jakob Tønseth för Et vennskap
- 1998 – Erik Fosnes Hansen för Beretninger om beskyttelse
- 1999 – Hanne Ørstavik för Like sant som jeg er virkelig
- 2000 – Jonny Halberg för Flommen
- 2001 – Carl Frode Tiller för Skråninga
- 2002 – Lars Amund Vaage för Kunsten å gå
- 2003 – Sigmund Løvåsen för Nyryddinga
- 2004 – Karl Ove Knausgård för En tid for alt
- 2005 – Tore Renberg för Kompani Orheim
- 2006 – Kjartan Fløgstad för  Grand Manila
- 2007 – Beate Grimsrud för Søvnens lekkasje
- 2008 – Nikolaj Frobenius för Jeg skal vise dere frykten
- 2009 – Karl Ove Knausgård för Min kamp 1
- 2010 – Carl Frode Tiller för Innsirkling 2
- 2011 – Stig Sæterbakken för Gjennom natten
- 2012 – Pedro Carmona-Alvarez för Og været skiftet og det ble sommer og så videre
- 2013 – Agnes Ravatn för Fugletribunalet
- 2014 – Brit Bildøen för Sju dagar i august
- 2015 – Linn Ullmann för De oroliga (De urolige)
- 2016 – Dag Johan Haugerud för Enkle atonale stykker for barn[1]
- 2017 – Ole Robert Sunde för Penelope er syk[2]
- 2018 – Kim Leine för Rød mann / Sort mann[3]
- 2019 – Matias Faldbakken för Vi er fem[4]
- 2020 – Olaug Nilssen för Yt etter evne, få etter behov[5]
- 2021 – Brynjulf Jung Tjønn  för Kvar dag skal vi vere så modige
- 2022 – Leander Djønne för Oskespiralen
- 2023 – Dordi Strøm för Odel